# توماس جنكينز
توماس جنكينز (بالإنجليزية: Thomas Jenkins)‏ هو لاعب كرة قدم ومدرب كرة قدم بريطاني، (ولد في ويلز في المملكة المتحدة 1877  م).